# Liebenfels

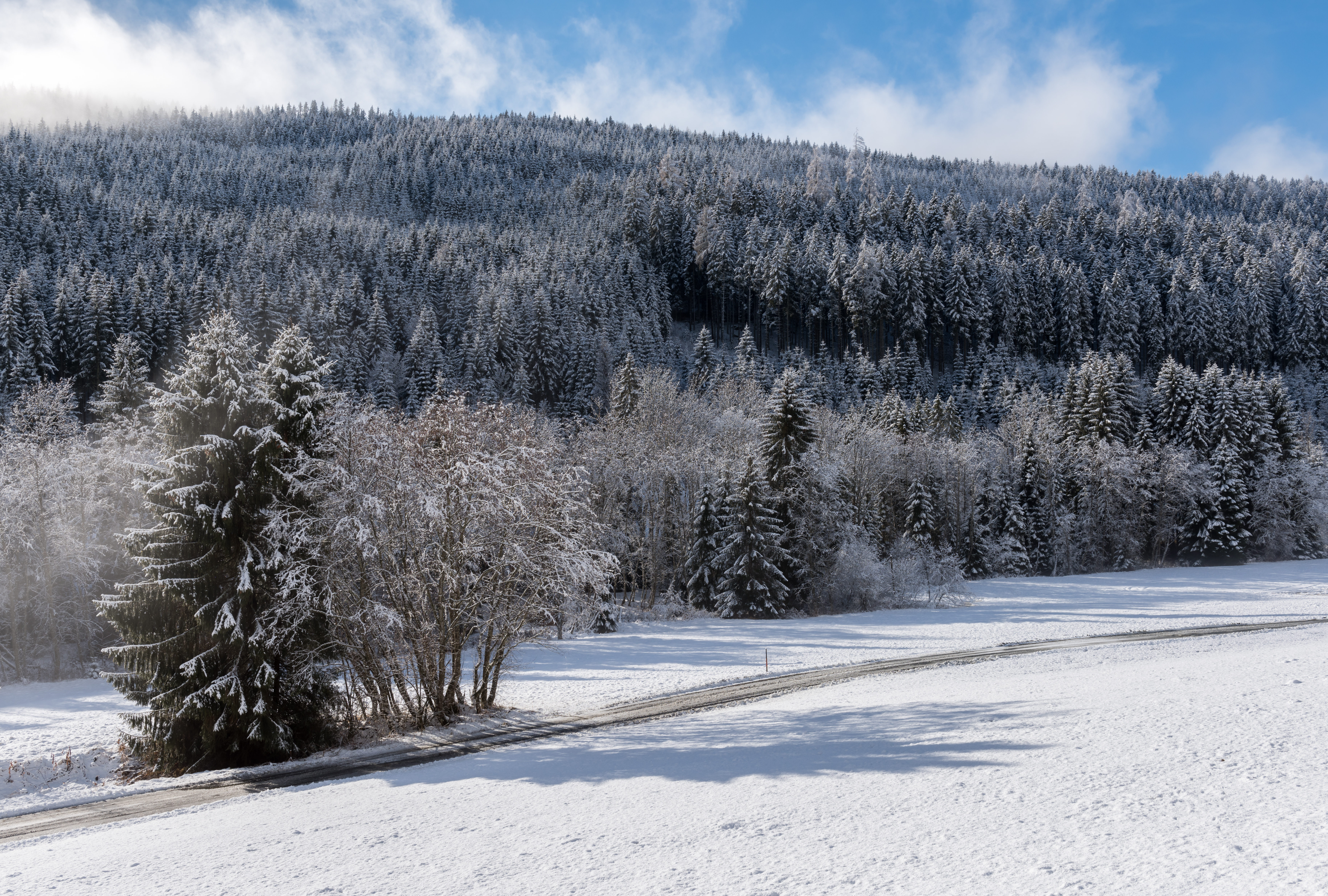
Champ et forêt en hiver à Zojach, Liebenfels. Janvier 2016.

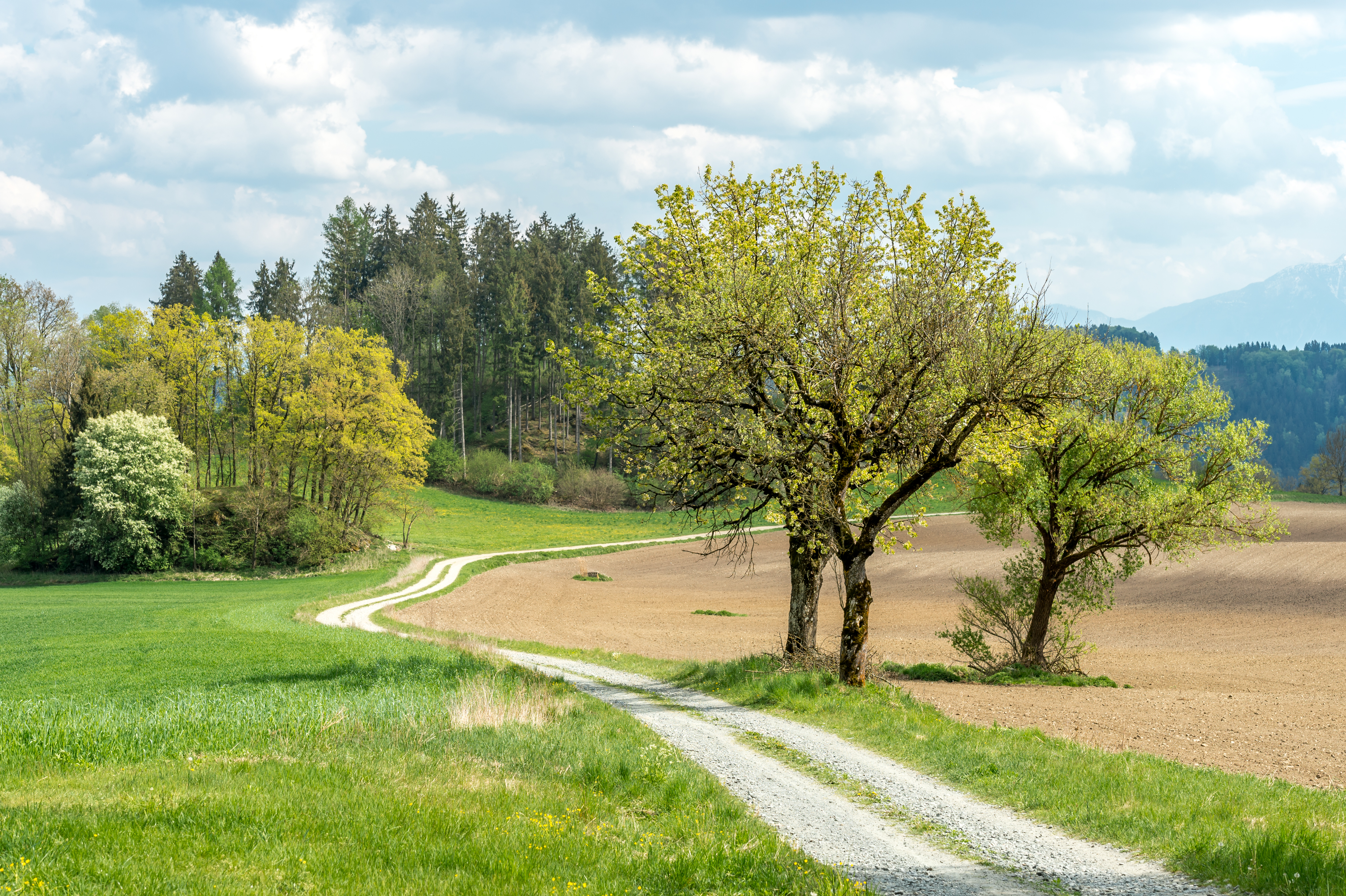
La campagne à Rosenbichl près de Liebenfels. Avril 2020.

Liebenfels est une commune autrichienne du district de Sankt Veit an der Glan en Carinthie.

## Géographie
La commune compte quarante-huit hameaux :
- Bärndorf
- Beißendorf
- Eggen
- Eggen II
- Freundsam
- Gasmai
- Glantschach
- Gößeberg
- Graben
- Gradenegg
- Grassendorf
- Grund
- Hardegg
- Hart
- Hoch-Liebenfels
- Hohenstein
- Kraindorf
- Kulm
- Ladein
- Lebmach
- Liebenfels
- Liemberg
- Lorberhof
- Mailsberg
- Metschach
- Miedling
- Moos
- Pflausach
- Pflugern
- Pulst
- Puppitsch
- Radelsdorf
- Rasting
- Reidenau
- Rohnsdorf
- Rosenbichl
- Sörg
- Sörgerberg
- St. Leonhard
- Tschadam
- Waggendorf
- Wasai
- Weitensfeld
- Woitsch
- Zmuln
- Zojach
- Zwattendorf
- Zweikirchen

| Steuerberg  | Frauenstein | Frauenstein            |
| Sankt Urban | Liebenfels  | Sankt Veit an der Glan |
| Glanegg     | Klagenfurt  | Maria Saal             |

## Culture locale et patrimoine
Le territoire de la commune compte de nombreux châteaux : les châteaux de Liebenfels, Hohenstein, le Rosenbichl, le Hardegg et le Gradenegg ainsi que les deux châteaux de Liemberg.